# Nu eller aldrig (TV-program)
Nu eller aldrig var ett TV-program som sändes i TV3. Programledare var Joakim Geigert.
Programmet gick ut på att Geigert träffade människor, antingen slumpmässigt eller specifikt utvalda, och erbjöd dem pengar i utbyte mot att de skulle anta olika utmaningar. Dessa erbjudanden innehöll ofta en förhandling om ersättning på uppemot 10 000 kronor.
Medan vissa förinspelade utmaningar spelades upp under sändningen, utmanades även åskådare i studion.